# Герб Смирныховского городского округа
Герб муниципального образования «Смирныховский городской округ» Сахалинской области Российской Федерации — опознавательно-правовой знак, служащий официальным символом муниципального образования.

## Описание и обоснование символики
В дважды рассечённом лазоревом и зелёном поле идущий и обернувшийся золотой олень.
Полосы синего цвета показывают богатство водных ресурсов и океан.
Фигура золотого оленя символизирует добываемый драгоценный металл — золото. Изображение оленя, по преданиям, указавшего первопоселенцам место уникальных источников минеральной воды, символизирует благородство, чистоту помыслов, независимость, верность, мир.
Герб Смирныховского района разработан Союзом геральдистов России.
Авторы герба: В. Смолик (п. Смирных), Константин Мочёнов — идея герба, Галина Русанова — компьютерный дизайн.
Герб утверждён решением № 52 районного Собрания депутатов 31 мая 2004 года.
Герб внесён в Государственный геральдический регистр Российской Федерации под № 1516.
В 2006 году Смирныховский район был преобразован в Смирныховский городской округ, герб при этом не менялся.